# Lista dos campeões mundiais de boxe dos meios-pesados
Esta é uma lista cronológica dos campeões mundiais no boxe na categoria dos meios-pesados, iniciada a partir de 1903, que foi o ano em que Jack Root e Kid McCoy fizeram a primeira luta desta categoria. Apesar de existir uma certa controvérsia a respeito deste fato, visto que certos historiadores apontam uma luta entre Joe Choynski e Jimmy Ryann, ocorrida em 1899, como já sendo válida pela categoria dos meios-pesados, a história do boxe registra o combate de 1903 como sendo o inaugural. 
As organizações de boxe foram introduzidas em 1910, com a criação da União Internacional de Boxe (UIB), mais tarde rebatizada de União Européia de Boxe (UEB). Esta entidade organizou lutas entre 1913 e 1963.
Mais tarde surgiram outras organizações, dentre as quais a Associação Nacional de Boxe (ANB), fundada em 1921, mas que depois passou a se chamar Associação Mundial de Boxe (AMB).
Finalmente, no início da década de 60, houve uma crise no mundo do boxe, que resultou na extinção ou na fusão de diversas entidades até então existentes.
Atualmente, existem quatro entidades em vigor no mundo do boxe:
- Associação Mundial de Boxe (AMB), fundada em 1921, quando ainda se chamava Associação Nacional de Boxe (ANB).
- Conselho Mundial de Boxe (CMB), criado em 1963.
- Federação Internacional de Boxe (FIB), criado em 1983.
- Organização Mundial de Boxe (OMB), fundada em 1988.

## 1903 - 1963
| Conquista do título | Perda do título        | Campeão                   | Campeão        | Reconhecimento | Manutenção do cinturão (número de defesas) |
| --- | ---------------------- | ------------------------- | -------------- | -------------- | ------------------------------------------ |
| 22 de abril de 1903 | 4 de julho de 1903     | Jack Root                 | Áustria        | Universal      | 0                                          |
| 4 de julho de 1903 | 25 de novembro de 1903 | George Gardner            | Irlanda        | Universal      | 0                                          |
| 25 de novembro de 1903 | 20 de dezembro de 1905 | Bob Fitzsimmons           | Reino Unido    | Universal      | 0                                          |
| 20 de dezembro de 1905 | 1905                   | Philadelphia Jack O'Brien | Estados Unidos | Universal      | 0                                          |
| O'Brien preferiu ir em busca do título dos pesos-pesados; seu título foi declarado vago.                                                       |                        |                           |                |                |                                            |
| 14 de abril de 1914 | 24 de outubro de 1916  | Jack Dillon               | Estados Unidos | Universal      | 5                                          |
| 24 de outubro de 1916 | 12 de outubro de 1920  | Battling Levinsky         | Estados Unidos | Universal      | 7                                          |
| 12 de outubro de 1920 | 24 de setembro de 1922 | Georges Carpentier        | França         | Universal      | 1                                          |
| 24 de setembro de 1922 | 17 de março de 1923    | Battling Siki             | França         | Universal      | 0                                          |
| 17 de março de 1923 | 30 de maio de 1925     | Mike McTigue              | Irlanda        | Universal      | 4                                          |
| 30 de maio de 1925 | 16 de julho de 1926    | Paul Berlenbach           | Estados Unidos | Universal      | 3                                          |
| 16 de julho de 1926 | 26 de julho de 1927    | Jack Delaney              | Canadá         | Universal      | 1                                          |
| Delaney deixou seu título vago em 1927; Tommy Loughran derrotou Mike McTigue e foi proclamado novo campeão mundial pelo Estado de Nova Iorque. |                        |                           |                |                |                                            |
| 30 de agosto de 1927 | 12 de dezembro de 1927 | Jimmy Slattery            | Estados Unidos | ANB            | 0                                          |
| 12 de dezembro de 1927 | 18 de julho de 1929    | Tommy Loughran            | Estados Unidos | Universal      | 5                                          |
| Loughran preferiu mudar para a categoria dos pesos-pesados; seu título foi declarado vago.                                                     |                        |                           |                |                |                                            |
| 10 de fevereiro de 1930 | 25 de junho de 1930    | Jimmy Slattery            | Estados Unidos | Universal      | 0                                          |
| 25 de junho de 1930 | 22 de outubro de 1930  | Maxie Rosenbloom          | Estados Unidos | Universal      | 1                                          |
| Rosenbloom teve seu título da ANB retirado em 1930.                                                                                            |                        |                           |                |                |                                            |
| 18 de março de 1932 | 17 de dezembro de 1932 | George Nichols            | Estados Unidos | ANB            | 0                                          |
| Nichols teve seu título da ANB retirado em 1932.                                                                                               |                        |                           |                |                |                                            |
| 1º de março de 1933 | 24 de março de 1933    | Bob Godwin                | Estados Unidos | ANB            | 0                                          |
| 24 de março de 1933 | 16 de novembro de 1934 | Maxie Rosenbloom          | Estados Unidos | Universal      | 1                                          |
| 16 de novembro de 1934 | 31 de outubro de 1935  | Bob Olin                  | Estados Unidos | Universal      | 0                                          |
| 31 de outubro de 1935 | 28 de outubro de 1938  | John Henry Lewis          | Estados Unidos | Universal      | 5                                          |
| Lewis aposentou-se em 1939; seu título foi declarado vago.                                                                                     |                        |                           |                |                |                                            |
| 13 de julho de 1939 | 5 de junho de 1940     | Billy Conn                | Estados Unidos | Universal      | 2                                          |
| Conn deixou seu título vago em 1941. |                        |                           |                |                |                                            |
| 13 de janeiro de 1941 | 22 de maio 1941        | Anton Christoforidis      | Grécia         | ANB            | 0                                          |
| 22 de maio de 1941 | 26 de agosto de 1941   | Gus Lesnevich             | Estados Unidos | ANB            | 2                                          |
| 14 de maio de 1941 | 26 de julho de 1948    | Gus Lesnevich             | Estados Unidos | Universal      | 2                                          |
| 26 de julho de 1948 | 24 de janeiro de 1950  | Freddie Mills             | Reino Unido    | Universal      | 1                                          |
| 24 de janeiro de 1950 | 17 de dezembro de 1952 | Joey Maxim                | Estados Unidos | Universal      | 2                                          |
| 17 de dezembro de 1952 | 12 de maio de 1962     | Archie Moore              | Estados Unidos | Universal      | 8                                          |
| Moore teve seu título da ANB retirado em 1960; posteriormente também teve seu título mundial revogado em 1962.                                 |                        |                           |                |                |                                            |
| 7 de fevereiro de 1961 | 12 de maio de 1962     | Harold Johnson            | Estados Unidos | ANB            | 2                                          |
| 12 de maio de 1962 | 1º de junho de 1963    | Harold Johnson            | Estados Unidos | Universal      | 1                                          |

## Associação Mundial de Boxe
| Conquista do título                                                                | Perda do título        | Campeão                | Campeão           | Reconhecimento             | Manutenção do cinturão (número de defesas vencidas) |
| ---------------------------------------------------------------------------------- | ---------------------- | ---------------------- | ----------------- | -------------------------- | --------------------------------------------------- |
| 1º de junho de 1963                                                                | 30 de março de 1965    | Willie Pastrano        | Estados Unidos    | AMB                        | 2                                                   |
| 30 de março de 1965                                                                | 16 de dezembro de 1966 | José Torres            | Porto Rico        | AMB                        | 3                                                   |
| 16 de dezembro de 1966                                                             | 24 de maio de 1968     | Dick Tiger             | Nigéria           | AMB                        | 2                                                   |
| 24 de maio de 1968                                                                 | 9 de dezembro de 1970  | Bob Foster             | Estados Unidos    | AMB                        | 4                                                   |
| Foster teve seu título da AMB retirado em 1970.                                    |                        |                        |                   |                            |                                                     |
| 27 de fevereiro de 1971                                                            | 7 de abril de 1972     | Vicente Rondon         | Venezuela         | AMB                        | 0                                                   |
| 7 de abril de 1972                                                                 | 17 de setembro de 1974 | Bob Foster             | Estados Unidos    | AMB                        | 5                                                   |
| Foster aposentou-se em 1974; seu título da AMB foi declarado vago.                 |                        |                        |                   |                            |                                                     |
| 7 de dezembro de 1974                                                              | 15 de setembro de 1978 | Victor Galíndez        | Argentina         | AMB                        | 10                                                  |
| 15 de setembro de 1978                                                             | 14 de abril de 1979    | Mike Rossman           | Estados Unidos    | AMB                        | 1                                                   |
| 14 de abril de 1979                                                                | 30 de novembro de 1979 | Victor Galíndez        | Argentina         | AMB                        | 0                                                   |
| 30 de novembro de 1979                                                             | 31 de março de 1980    | Marvin Johnson         | Estados Unidos    | AMB                        | 0                                                   |
| 31 de março de 1980                                                                | 18 de julho de 1981    | Eddie Mustafa Muhammad | Estados Unidos    | AMB                        | 2                                                   |
| 18 de julho de 1981                                                                | 21 de setembro de 1985 | Michael Spinks         | Estados Unidos    | AMB                        | 10                                                  |
| Spinks deixou seu título da AMB vago em 1985.                                      |                        |                        |                   |                            |                                                     |
| 9 de fevereiro de 1986                                                             | 23 de maio de 1987     | Marvin Johnson         | Estados Unidos    | AMB                        | 1                                                   |
| 23 de maio de 1987                                                                 | 5 de setembro de 1987  | Leslie Stewart         | Trinidad e Tobago | AMB                        | 0                                                   |
| 5 de setembro de 1987                                                              | 3 de junho de 1991     | Virgil Hill            | Estados Unidos    | AMB                        | 10                                                  |
| 3 de junho de 1991                                                                 | 20 de março de 1992    | Thomas Hearns          | Estados Unidos    | AMB                        | 0                                                   |
| 20 de março de 1992                                                                | .. 1992                | Iran Barkley           | Estados Unidos    | AMB                        | 0                                                   |
| Barkley deixou seu título da AMB vago em 1992.                                     |                        |                        |                   |                            |                                                     |
| 29 de setembro de 1992                                                             | 13 de junho de 1997    | Virgil Hill            | Estados Unidos    | AMB                        | 10                                                  |
| 13 de junho de 1997                                                                | 1º de julho de 1997    | Dariusz Michalczewski  | Polônia           | AMB                        | 0                                                   |
| Michalczewski teve seu título da AMB retirado em 1997.                             |                        |                        |                   |                            |                                                     |
| 20 de setembro de 1997                                                             | 18 de julho de 1998    | Lou Del Valle          | Estados Unidos    | AMB                        | 0                                                   |
| 18 de julho de 1998                                                                | 12 de dezembro de 2001 | Roy Jones Jr.          | Estados Unidos    | AMB                        | 6                                                   |
| 12 de dezembro de 2001                                                             | 15 de maio de 2004     | Roy Jones Jr.          | Estados Unidos    | AMB (Super-Campeão)        | 4                                                   |
| Jones recebeu foi promovido, em 12 de dezembro de 2001, o título de Super-Campeão. |                        |                        |                   |                            |                                                     |
| 22 de dezembro de 2001                                                             | 8 de março de 2003     | Bruno Girard           | França            | AMB (Campeão Regular)      | 2                                                   |
| 8 de março de 2003                                                                 | 10 de outubro de 2003  | Mehdi Sahnoune         | França            | AMB (Campeão Regular)      | 0                                                   |
| 10 de outubro de 2003                                                              | 20 de março de 2004    | Silvio Branco          | Itália            | AMB (Campeão Regular)      | 0                                                   |
| 20 de março de 2004                                                                | 19 de outubro de 2006  | Fabrice Tiozzo         | França            | AMB (Campeão Regular)      | 1                                                   |
| Tiozzo aposentou-se em 2006.                                                       |                        |                        |                   |                            |                                                     |
| 15 de maio de 2004                                                                 | 18 de dezembro de 2004 | Antonio Tarver         | Estados Unidos    | AMB (Super-Campeão)        | 0                                                   |
| Tarver deixou seu título da AMB vago em 2004; extinção do título de Super-Campeão. |                        |                        |                   |                            |                                                     |
| 19 de outubro de 2006                                                              | 28 de abril de 2007    | Silvio Branco          | Itália            | AMB                        | 0                                                   |
| 28 de abril de 2007                                                                | 16 de dezembro de 2007 | Stipe Drvis            | Croácia           | AMB                        | 0                                                   |
| 16 de dezembro de 2007                                                             | 25 de março de 2008    | Danny Green            | Austrália         | AMB                        | 0                                                   |
| Green aposentou-se em 2008; seu título da AMB foi declarado vago.                  |                        |                        |                   |                            |                                                     |
| 3 de julho de 2008                                                                 | 20 de junho de 2009    | Hugo Garay             | Argentina         | AMB                        | 1                                                   |
| 20 de junho de 2009                                                                | 29 de janeiro de 2010  | Gabriel Campillo       | Espanha           | AMB                        | 1                                                   |
| 29 de janeiro de 2010                                                              | 14 de dezembro de 2013 | Beibut Shumenov        | Cazaquistão       | AMB                        | 4                                                   |
| Promovido a Super-Campeão.                                                         |                        |                        |                   |                            |                                                     |
| 14 de dezembro de 2013                                                             | 19 de abril de 2014    | Beibut Shumenov        | Cazaquistão       | AMB (Super-Campeão)        | 1                                                   |
| 14 de dezembro de 2013                                                             | 1 de outubro de 2016   | Jürgen Brähmer         | Alemanha          | AMB (Campeão Regular)      | 6                                                   |
| 19 de abril de 2014                                                                | 8 de novembro de 2014  | Bernard Hopkins        | Estados Unidos    | AMB (Super-Campeão)        | 0                                                   |
| 8 de outubro de 2014                                                               | 19 de novembro de 2016 | Sergey Kovalev         | Rússia            | AMB (Campeão Incontestado) | 4                                                   |
| 1 de outubro de 2016                                                               | Presente               | Nathan Cleverly        | Reino Unido       | AMB (Campeão Regular)      | 0                                                   |
| 19 de novembro de 2016                                                             | Presente               | Andre Ward             | Estados Unidos    | AMB (Campeão Incontestado) | 1                                                   |

## Conselho Mundial de Boxe
| Conquista do título                                                | Perda do título        | Campeão               | Campeão        | Reconhecimento | Manutenção do cinturão (número de defesas vencidas) |
| ------------------------------------------------------------------ | ---------------------- | --------------------- | -------------- | -------------- | --------------------------------------------------- |
| 1º de junho de 1963                                                | 30 de março de 1965    | Willie Pastrano       | Estados Unidos | CMB            | 2                                                   |
| 30 de março de 1965                                                | 16 de dezembro de 1966 | José Torres           | Porto Rico     | CMB            | 3                                                   |
| 16 de dezembro de 1966                                             | 24 de maio de 1968     | Dick Tiger            | Nigéria        | CMB            | 2                                                   |
| 24 de maio de 1968                                                 | 17 de setembro de 1974 | Bob Foster            | Estados Unidos | CMB            | 14                                                  |
| Foster aposentou-se em 1974; seu título do CMB foi declarado vago. |                        |                       |                |                |                                                     |
| 1º de outubro de 1974                                              | 5 de março de 1977     | John Conteh           | Reino Unido    | CMB            | 3                                                   |
| Conteh teve seu título do CMB retirado em 1977.                    |                        |                       |                |                |                                                     |
| 21 de maio de 1977                                                 | 7 de janeiro de 1978   | Miguel Angel Cuello   | Argentina      | CMB            | 0                                                   |
| 7 de janeiro de 1978                                               | 2 de dezembro de 1978  | Mate Parlov           | Iugoslávia     | CMB            | 1                                                   |
| 2 de dezembro de 1978                                              | 22 de abril de 1979    | Marvin Johnson        | Estados Unidos | CMB            | 0                                                   |
| 22 de abril de 1979                                                | 19 de dezembro de 1981 | Matthew Saad Muhammad | Estados Unidos | CMB            | 8                                                   |
| 19 dezembro de 1981                                                | 18 de março de 1983    | Dwight Muhammad Qawi  | Estados Unidos | CMB            | 3                                                   |
| 18 de março de 1983                                                | 21 de setembro de 1985 | Michael Spinks        | Estados Unidos | CMB            | 4                                                   |
| Spinks deixou seu título do CMB vago em 1985.                      |                        |                       |                |                |                                                     |
| 10 de dezembro de 1985                                             | 30 de abril de 1986    | J. B. Williamson      | Estados Unidos | CMB            | 0                                                   |
| 30 de abril de 1986                                                | 7 de março de 1987     | Dennis Andries        | Reino Unido    | CMB            | 1                                                   |
| 7 de março de 1987                                                 | 29 de outubro de 1987  | Thomas Hearns         | Estados Unidos | CMB            | 0                                                   |
| Hearns deixou seu título do CMB vago em 1987.                      |                        |                       |                |                |                                                     |
| 27 de novembro de 1987                                             | 7 de novembro de 1988  | Donny Lalonde         | Canadá         | CMB            | 1                                                   |
| 7 de novembro de 1988                                              | 12 de junho de 1989    | Sugar Ray Leonard     | Estados Unidos | CMB            | 0                                                   |
| Leonard deixou seu título do CMB vago em 1989.                     |                        |                       |                |                |                                                     |
| 21 de fevereiro de 1989                                            | 24 de junho de 1989    | Dennis Andries        | Reino Unido    | CMB            | 0                                                   |
| 24 de junho de 1989                                                | 28 de julho de 1990    | Jeff Harding          | Austrália      | CMB            | 2                                                   |
| 28 de julho de 1990                                                | 11 de setembro de 1991 | Dennis Andries        | Reino Unido    | CMB            | 2                                                   |
| 11 de setembro de 1991                                             | 23 de julho de 1994    | Jeff Harding          | Austrália      | CMB            | 2                                                   |
| 23 de julho de 1994                                                | 16 de junho de 1995    | Mike McCallum         | Jamaica        | CMB            | 2                                                   |
| 16 de junho de 1995                                                | 13 de janeiro de 1996  | Fabrice Tiozzo        | França         | CMB            | 1                                                   |
| Tiozzo deixou seu título do CMB vago em 1996.                      |                        |                       |                |                |                                                     |
| 22 de novembro de 1996                                             | 21 de março de 1997    | Roy Jones Jr.         | Estados Unidos | CMB            | 0                                                   |
| 21 de março de 1997                                                | 7 de agosto de 1997    | Montell Griffin       | Estados Unidos | CMB            | 0                                                   |
| 7 de agosto de 1997                                                | 1º de março de 2003    | Roy Jones Jr.         | Estados Unidos | CMB            | 11                                                  |
| Jones teve seu título do CMB retirado em 2003.                     |                        |                       |                |                |                                                     |
| 26 de abril de 2003                                                | 8 de novembro de 2003  | Antonio Tarver        | Estados Unidos | CMB            | 0                                                   |
| 8 de novembro de 2003                                              | 15 de maio de 2004     | Roy Jones Jr.         | Estados Unidos | CMB            | 0                                                   |
| 15 de maio de 2004                                                 | 18 de dezembro de 2004 | Antonio Tarver        | Estados Unidos | CMB            | 0                                                   |
| Tarver deixou seu título do CMB vago em 2004.                      |                        |                       |                |                |                                                     |
| 21 de maio de 2005                                                 | 3 de fevereiro de 2007 | Tomasz Adamek         | Polônia        | CMB            | 2                                                   |
| 3 de fevereiro de 2007                                             | 11 de julho de 2008    | Chad Dawson           | Estados Unidos | CMB            | 3                                                   |
| Dawson teve seu título do CMB retirado em 2008.                    |                        |                       |                |                |                                                     |
| 11 de julho de 2008                                                | 19 de junho de 2009    | Adrian Diaconu        | Romênia        | CMB            | 0                                                   |
| 19 de junho de 2009                                                | 21 de maio de 2011     | Jean Pascal           | Canadá         | CMB            | 4                                                   |
| 21 de maio de 2011                                                 | 28 de abril de 2012    | Bernard Hopkins       | Estados Unidos | CMB            | 1                                                   |
| 28 de abril de 2012                                                | 8 de junho de 2013     | Chad Dawson           | Estados Unidos | CMB            | 0                                                   |
| 8 de junho de 2013                                                 | Presente               | Adonis Stevenson      | Canadá         | CMB            | 8                                                   |

## Federação Internacional de Boxe
| Conquista do título                                     | Perda do título        | Campeão               | Campeão        | Reconhecimento | Manutenção do cinturão (número de defesas vencidas) |
| ------------------------------------------------------- | ---------------------- | --------------------- | -------------- | -------------- | --------------------------------------------------- |
| 25 de fevereiro de 1984                                 | 21 de setembro de 1985 | Michael Spinks        | Estados Unidos | FIB            | 2                                                   |
| Spinks deixou seu título da FIB vago em 1985.           |                        |                       |                |                |                                                     |
| 21 de dezembro de 1985                                  | 6 de setembro de 1986  | Slobodan Kačar        | Iugoslávia     | FIB            | 0                                                   |
| 6 de setembro de 1986                                   | 29 de outubro de 1987  | Bobby Czyz            | Estados Unidos | FIB            | 3                                                   |
| 29 de outubro de 1987                                   | 20 de março de 1933    | Charles Williams      | Estados Unidos | FIB            | 8                                                   |
| 20 de março de 1993                                     | 23 de novembro de 1996 | Henry Maske           | Alemanha       | FIB            | 10                                                  |
| 23 de novembro de 1996                                  | 13 de junho de 1997    | Virgil Hill           | Estados Unidos | FIB            | 0                                                   |
| 13 de junho de 1997                                     | 16 de junho de 1997    | Dariusz Michalczewski | Polônia        | FIB            | 0                                                   |
| Michalczewski teve seu títulos da FIB retirado em 1997. |                        |                       |                |                |                                                     |
| 19 de julho de 1997                                     | 6 de fevereiro de 1998 | William Guthrie       | Estados Unidos | FIB            | 0                                                   |
| 6 de fevereiro de 1998                                  | 5 de junho de 1999     | Reggie Johnson        | Estados Unidos | FIB            | 2                                                   |
| 5 de junho de 1999                                      | 1º de março de 2003    | Roy Jones Jr.         | Estados Unidos | FIB            | 7                                                   |
| Jones teve seu título da FIB retirado em 2003.          |                        |                       |                |                |                                                     |
| 26 de abril de 2003                                     | 8 de novembro de 2003  | Antonio Tarver        | Estados Unidos | FIB            | 0                                                   |
| Tarver teve seu título da FIB retirado em 2003.         |                        |                       |                |                |                                                     |
| 6 de fevereiro de 2004                                  | 18 de dezembro de 2004 | Glen Johnson          | Jamaica        | FIB            | 1                                                   |
| Johnson deixou seu título da FIB vago em 2004.          |                        |                       |                |                |                                                     |
| 4 de março de 2005                                      | 12 de abril de 2008    | Clinton Woods         | Reino Unido    | FIB            | 4                                                   |
| 12 de abril de 2008                                     | 11 de outubro de 2008  | Antonio Tarver        | Estados Unidos | FIB            | 0                                                   |
| 11 de outubro de 2008                                   | 27 de maio de 2009     | Chad Dawson           | Estados Unidos | FIB            | 1                                                   |
| Dawson deixou seu título da FIB vago em 2009.           |                        |                       |                |                |                                                     |
| 28 de agosto de 2009                                    | 9 de março de 2013     | Tavoris Cloud         | Estados Unidos | FIB            | 4                                                   |
| 9 de março de 2013                                      | 8 de novembro de 2014  | Bernard Hopkins       | Estados Unidos | FIB            | 2                                                   |
| 8 de novembro de 2014                                   | 19 de novembro de 2016 | Sergey Kovalev        | Rússia         | FIB            | 4                                                   |
| 19 de novembro de 2016                                  | Presente               | Andre Ward            | Estados Unidos | FIB            | 1                                                   |

## Organização Mundial de Boxe
| Conquista do título                             | Perda do título        | Campeão               | Campeão        | Reconhecimento | Manutenção do cinturão (número de defesas vencidas) |
| ----------------------------------------------- | ---------------------- | --------------------- | -------------- | -------------- | --------------------------------------------------- |
| 3 de dezembro de 1988                           | 19 de abril de 1991    | Michael Moorer        | Estados Unidos | OMB            | 9                                                   |
| Moorer deixou seu título da OMB vago em 1991.   |                        |                       |                |                |                                                     |
| 9 de maio de 1991                               | 10 de setembro de 1994 | Leeonzer Barber       | Estados Unidos | OMB            | 4                                                   |
| 10 de setembro de 1994                          | 18 de outubro de 2003  | Dariusz Michalczewski | Polônia        | OMB            | 23                                                  |
| 18 de outubro de 2003                           | 17 de janeiro de 2004  | Julio César González  | México         | OMB            | 0                                                   |
| 17 de janeiro de 2004                           | 14 de novembro de 2009 | Zsolt Erdei           | Hungria        | OMB            | 11                                                  |
| Erdei deixou seu título da OMB vago em 2009.    |                        |                       |                |                |                                                     |
| 19 de dezembro de 2009                          | 19 de maio de 2011     | Jürgen Brähmer        | Alemanha       | OMB            | 2                                                   |
| Brähmer teve seu título da OMB retirado em 2011 |                        |                       |                |                |                                                     |
| 21 de maio de 2011                              | 17 de agosto de 2013   | Nathan Cleverly       | Reino Unido    | OMB            | 5                                                   |
| 17 de agosto de 2013                            | 19 de novembro de 2016 | Sergey Kovalev        | Rússia         | OMB            | 8                                                   |
| 19 de novembro de 2016                          | Presente               | Andre Ward            | Estados Unidos | OMB            | 1                                                   |